# Méliphage à oreillons noirs
Manorina melanotis
Espèce
Statut de conservation UICN

 EN B1ab(ii,iii,iv,v); C2a(i,ii) : En danger
Le Méliphage à oreillons noirs (Manorina melanotis) est une espèce de passereaux méliphages d'Australie.
Bien que les méliphages ressemblent beaucoup aux autres oiseaux qui se nourrissent de nectar (comme les Nectariniidae), ils ne sont pas parents et leur ressemblance est due à une évolution convergente.
C'est une espèce en voie de disparition, endémique des mallees du sud-est de l'Australie. Elle est étroitement liée au largement répandu Méliphage à cou jaune (M. flavigula) et certains chercheurs la considèrent comme une de ses sous-espèces.
Les méliphages de cette espèce vivent en colonies pendant la saison de reproduction et se dispersent dans le bush pendant les périodes de non-reproduction. On sait peu de choses sur leurs mouvements pendant ces périodes.